# Fyrkanten (region)
Fyrkanten är ett samlingsbegrepp för kommunerna Boden, Luleå, Piteå och Älvsbyn i sydöstra delen av Norrbottens län.
I området bor en majoritet av Norrbottens läns befolkning. År 2014 var invånartalet i de fyra kommunerna 152 742, vilket motsvarar ca 61 % av länets invånarantal. Den sammanlagda landytan på ca 10 887 kvadratkilometer motsvarar ca 12 % av länets totala landyta.